# Marietta Marcolini
 (décembre 2022).
Si vous disposez d'ouvrages ou d'articles de référence ou si vous connaissez des sites web de qualité traitant du thème abordé ici, merci de compléter l'article en donnant les références utiles à sa vérifiabilité et en les liant à la section « Notes et références ».
Marietta Marcolini, selon l'état civil Maria Marcolini, né à Florence vers 1780 et morte dans la même ville le 26 décembre 1855[réf. nécessaire], est une contralto italienne, connue surtout pour sa collaboration avec Gioachino Rossini dans la première partie de sa carrière.

## Biographie
Peu d'informations sur sa vie sont connues. La date de ses débuts est incertaine, probablement à Venise en 1800. Il chanta fréquemment à Naples (en 1803 elle fut parmi les premiers interprètes de l'opéra La serva bizzarra de Pietro Carlo Guglielmi), Livourne, Rome, Milan .Dotée d'une grande voix, très agile et adaptable, elle s'est également fait un nom pour sa belle présence scénique et ses capacités d'interprétation.
Elle est surtout connue pour sa collaboration avec Gioachino Rossini: parmi les différentes œuvres composées pour elle, le rôle d'Isabelle dans L'Italiana in Algeri se démarque.
1819 est la dernière année documentée de son activité avec des productions à Milan, Vérone, Turin et Trente. Le lieu et la date de la mort de sa mort sont inconnus.

## Postérité
La mezzo-soprano suédoise Ann Hallenberg lui a dédié son album « Arias for Marietta Marcolini ». Le récital comprend des airs de Rossini (L'equivoco stravagante, L'italiana in Algeri et Ciro in Babilonia) ainsi que des pages d' opéras de compositeurs du début du XIXe siècle écrites pour Marcolini (Le sacrifice d' Iphigénie de Mayr, L'embuscade de Weigl, L'héroïsme amoureux de Paër, Des bêtes chez les hommes de Giuseppe Mosca, La femme sauvage de Coccia). Le maestro Fabio Biondi est à la baguette (maison de disques Naïve).

## Stendhal et Marcolini
Dans son journal, Stendhal écrit à la date du 23 septembre 1811 : 

« J'arrive à Bologne à six heures et demie. Embarras du logement et du bain. J'arrive au spectacle à huit heures un quart. Je vois Ser Marcanlonio, opéra de Pavesi qui a enchanté tout Milan, il y a un an, je crois. M. Giacomo Lechi m'a conté l'histoire de cet opéra, et j'ai vu il signor Marcanlonio et lui ai parlé dans la loge della Gina colla signora Crivelli 1, qu'il sert.
La première donna, la signora Marietta Marcolini, est un contralto, d'une douceur parfaite. J'y voudrais plus de vigueur. Mais cette douceur est admirable et nous en aurions bon besoin en France.
Nos chanteurs verraient que les ornements doivent exprimer la voluplé, ou sont des horreurs. Mme Marcolini a cette douceur suave. Du reste, en arrivant de Milan, le théâtre de Bologne annonce la province, il paraît nu et pauvre.
Je reste jusqu'à la fin à cause de la signora Marcolini. De temps en temps je tombais de sommeil. »

## Rôles créés
- Donna Aurora dans Con amore non si scherza de Mosca (14 avril 1811, Milan)
- Ernestina dans L'equivoco extravagante de Rossini (26 octobre 1811, Bologne)
- Ciro in Ciro in Babilonia de Rossini (14 mars 1812, Ferrare)
- Alcina dans Le bestie in uomini de Mosca (23 mai 1812, Milan)
- La marquise Clarice dans La pietra del paragone de Rossini (26 septembre 1812, Milan)
- Isabelle dans L'Italiana in Algeri de Rossini (22 mai 1813, Venise)
- Matilde dans La donna selvaggia de Coccia (24 juin 1813, Venise)
- Fiordispina dans L'ambizione delusa de Pacini (Pâques 1814, Florence)
- Le rôle-titre dans Sigismondo de Rossini (26 décembre 1814, Venise)
- Cléomène dans Eurysthée de Coccia (21 janvier 1815, Venise)
- Angiolina dans I begli usi  de Coccia (11 octobre 1815, Venise)
- Metilde dans L'Embuscade de Weigl (8 novembre 1815, Milan)
- Harpalice dans l'Héroïsme amoureux de Paër (26 décembre 1815, Milan)